# Lythrurus
Lythrurus is een geslacht van straalvinnige vissen uit de familie van Cyprinidae (Eigenlijke karpers).

## Soorten
- Lythrurus alegnotus (Snelson, 1972)
- Lythrurus ardens (Cope, 1868)
- Lythrurus atrapiculus (Snelson, 1972)
- Lythrurus bellus (Hay, 1881)
- Lythrurus fasciolaris (Gilbert, 1891)
- Lythrurus fumeus (Evermann, 1892)
- Lythrurus lirus (Jordan, 1877)
- Lythrurus matutinus (Cope, 1870)
- Lythrurus roseipinnis (Hay, 1885)
- Lythrurus snelsoni (Robison, 1985)
- Lythrurus umbratilis (Girard, 1856)